# Карло Кривели
Карло Кривели (итал. Carlo Crivelli; рођен око 1430/45 у Венецији — умро око 1494/95 у Асколи Пичено, Марке), био је венецијански сликар са највјероватније најиндивидуалнијим стилом или маниром и чије форме одликује необичан експресионизам.
Сматра се да је био син сликара Јакопа Кривелија, али је у почетку под утицајем Јакопа Белинија и школе Антониа и Бартоломеа Виваринија, браће из Падове који су живјели и радили у Венецији, а чија дјела карактеришу заобљене фигуре благе и јасне моделације са реалистичним детаљима и великим бројем орнамената. Карло Кривели је касније био наклоњенији линеаризму школе из Падове и вјероватно је имао близак контакт са дјелима њеног највећег експонента, Адреа Мантење, сматраног највећим сликарем ренесансе XV вијека, који је у свом дјелу инсистирао на прецизној линији која дефинише форму.